# Cercle Català de Negocis
Cercle Català de Negocis (CCN), Catalaans voor Kring voor Catalaanse Zakenlui, is een catalanistische non-profitberoepsvereniging van ondernemers, zelfstandigen, kaderleden en vrije beroepen in Catalonië (Spanje). Ze werd in 2008 opgericht en richt zich vooral op het midden- en kleinbedrijf. Na één jaar telde ze al meer dan 150 betalende leden.
Ze werd opgericht vanuit de overtuiging dat een eigen onafhankelijke staat de enige weg is voor een gezonde economie en bedrijven. Het centralisme van de regering uit Madrid leidt in hun ogen tot een gebrek aan investeringen in de voor het bedrijfsleven onontbeerlijke infrastructuur. Ze klagen het onevenwicht tussen fiscale inkomsten en de investeringen aan en ijveren voor een nieuw fiscaal akkoord met de centrale regering.
De vereniging doet onderzoek naar en publiceert economische studies over de mogelijke effecten van de onafhankelijkheid. Ze voert ook actie tegen bepaalde takken uit het Iberische bedrijfsleven die in hun ogen niet correct met Catalaanse bedrijven omgaan. In samenwerking met de gemeentebesturen verenigd in de Associació de Municipis per la Independència organiseert ze ook conferenties om te informeren over de economische gevolgen van een nieuwe staatsstructuur. In mei 2012 heeft CCN een samenwerkingsakkoord met de Business Angels Network de Catalunya (BANC) afgesloten.

## Publicaties
- Ramon Cuéllar i Sorribes, tekeningen Hugo Prades, Auca Cercle Català de negocis, 2009 (stripverhaal).
- Les raons econòmiques de la independència (vert.: De economische redenen van de onafhankelijkheid).
- Joan Canadell en Albert Macià, Catalunya Estat propi, Estat ric (2012)[8]